# Абдуррахман аль-Джабарти
Абдуррахман ибн Хасан аль-Ханафи аль-Джабарти или аль-Габарти (араб. عبد الرحمن الجبرتي‎; 1754, Каир — 1826) — египетский историк, автор хроники «Удивительная история прошлого в жизнеописаниях и хронике событий».

## Биография
Абдаррахман аль-Джабарти родился в Каире в 1754 году в семье потомственных каирских улемов. С 11 лет знал наизусть Коран. Изучал в аль-Азхаре ханафитский мазхаб. Позже он сам он стал преподавателем и одним из влиятельных шейхов университета Аль-Азхар. Аль-Джабарти сочувствовал египетскому народу в его борьбе против французов и турок. В 1822 году в Каире при таинственных обстоятельствах был убит его сын. По словам аз-Зирикли, аль-Джабарти «так долго оплакивал сына, что ослеп. После этого он прожил совсем недолго — его удавили». Аль-Джабарти умер около 1826 года.

## Сочинения
Абдаррахман аль-Джабарти является автором хроники «Удивительная история прошлого в жизнеописаниях и хронике событий». В этой хронике собраны события, произошедшие в Египте с конца XVII века до 1822 года. В книге также содержатся жизнеописание высокопоставленных мамлюкских беев и шейхов. Из-за критики действий Мухаммеда-Али на книгу был наложен запрет до 1879 года.